# Sam Jacobson
Samuel Ryan Jacobson, detto Sam (Cottage Grove, 22 luglio 1975), è un ex cestista statunitense, professionista nella NBA e in Europa.

## Carriera
È stato selezionato dai Los Angeles Lakers al primo giro del Draft NBA 1998 (26ª scelta assoluta).

## Statistiche

### College
| Anno      | Squadra                  | PG  | PT  | MP   | TC%  | 3P%  | TL%  | RP  | AP  | PRP | SP  | PP   |
| --------- | ------------------------ | --- | --- | ---- | ---- | ---- | ---- | --- | --- | --- | --- | ---- |
| 1994-1995 | Minnesota Golden Gophers | 31  | 12  | 19,6 | 46,5 | 32,1 | 66,7 | 4,8 | 1,2 | 0,6 | 0,1 | 7,7  |
| 1995-1996 | Minnesota Golden Gophers | 32  | 32  | 26,7 | 41,2 | 39,8 | 78,9 | 4,8 | 2,0 | 1,2 | 0,3 | 12,8 |
| 1996-1997 | Minnesota Golden Gophers | 35  | 34  | 24,2 | 45,7 | 39,4 | 64,2 | 4,5 | 1,7 | 0,9 | 0,1 | 13,7 |
| 1997-1998 | Minnesota Golden Gophers | 32  | 31  | 31,3 | 42,6 | 32,4 | 72,7 | 5,2 | 1,8 | 1,3 | 0,2 | 18,2 |
| Carriera  | Carriera                 | 130 | 109 | 25,5 | 43,7 | 36,5 | 71,8 | 4,8 | 1,7 | 1,0 | 0,2 | 13,1 |

### NBA

#### Regular season
| Anno      | Squadra            | PG | PT | MP   | TC%  | 3P%  | TL%  | RP  | AP  | PRP | SP  | PP  |
| --------- | ------------------ | -- | -- | ---- | ---- | ---- | ---- | --- | --- | --- | --- | --- |
| 1998-1999 | L.A. Lakers        | 2  | 0  | 6,0  | 60,0 | 0,0  | 100  | 1,5 | 0,0 | 0,0 | 0,0 | 4,0 |
| 1999-2000 | L.A. Lakers        | 3  | 0  | 6,0  | 55,6 | -    | 0,0  | 0,3 | 0,7 | 0,3 | 0,0 | 3,3 |
| 1999-2000 | G.S. Warriors      | 49 | 5  | 13,5 | 50,7 | 37,5 | 76,9 | 1,4 | 0,6 | 0,6 | 0,1 | 5,0 |
| 2000-2001 | Minnesota T'wolves | 14 | 0  | 4,2  | 50,0 | -    | 66,7 | 0,4 | 0,3 | 0,2 | 0,0 | 1,4 |
| Carriera  | Carriera           | 68 | 5  | 11,1 | 51,1 | 36,0 | 73,9 | 1,2 | 0,5 | 0,5 | 0,0 | 4,2 |